# Біле весілля
«Біле весілля» (фр. Noce Blanche) — французький художній фільм 1989 року режисера Жана-Клода Бріссо. Головні ролі в картині виконали Ванесса Параді та Бруно Кремер.

## Сюжет
Сент-Етьєн, 1989. Головна героїня — сімнадцятирічна Матильда (Ванесса Параді), яка має цинічні погляди на життя, рідко відвідує школу та перебуває на межі виключення з неї. Одного разу її вчитель з філософії Франсуа Айно (Бруно Кремер) дізнається, що вона мешкає сама, її батько, лікар-психіатр, залишився у Парижі, а мати постійно намагається скоїти самогубство. Зрозумівши, що про дівчину ніхто не піклується, він вирішує їй допомогти та починає з нею займатись. Згодом Франсуа стає очевидно, що вона має неабиякі інтелектуальні здібності.
Матильда ж закохується у вчителя та не приховує цього. Вона постійно йому телефонує, щоб побажати доброго ранку або доброї ночі, купує його книжку та бездоганно готується до уроків. Спочатку Франсуа не ставиться до цього серйозно і сприймає її лише як ученицю. Але з часом він захоплюється Матильдою все більше, піддається спокусі й у них починається роман. Проте закохані повинні постійно ховатися від жінки Франсуа (Людмила Мікаель) та учнів і вчителів школи. Але жінка здогадується про зв'язок її чоловіка з ученицею і ставить йому ультиматум, або вона, або Матильда. В той самий час Матильда також пропонує Франсуа покинути все і поїхати з міста. Але він не наважується на втечу, припиняє зустрічі з дівчиною та повертається до дружини.
Деякий час здається, ніби все в минулому. Франсуа живе з дружиною, а Матильда зустрічається з однокласником. Але це триває недовго і вони відновлюють зв'язок. Та цього разу про їхні відносини дізнається вся школа. Франсуа звільнений з роботи. Матильда поїхала в Париж до матері, яка знов намагалась покінчити життя самогубством. Вони знову розлучаються.
Франсуа розлучився та працює в новій школі, в новому місті. Одного разу йому телефонує лікар та повідомляє про смерть Матильди. Приїхавши до квартири, яку вона винаймала, він дізнається від власника квартири та лікаря, що вона весь час сиділа біля вікна, нічого не їла, і від цього й померла. Підійшовши до вікна, Франсуа бачить клас, у якому він веде заняття, і розуміє, що весь час вона дивилась на нього.

## У ролях
- Бруно Кремер — Франсуа Айно
- Ванеса Параді — Матильда
- Людмила Мікаель — Катрин Айно
- Веронік Сильвер
- Франсуа Негре
- Жан Дасте

## Нагороди та номінації
| Нагороди та номінації | Нагороди та номінації | Нагороди та номінації           | Нагороди та номінації | Нагороди та номінації |
| Рік                   | Нагорода              | Категорія                       | Актор                 | Підсумок              |
| --------------------- | --------------------- | ------------------------------- | --------------------- | --------------------- |
| 1990                  | Сезар                 | Найбільш багатообіцяюча актриса | Ванесса Параді        | Перемога              |
| 1990                  | Сезар                 | Найкраща акторка другого плану  | Людмила Мікаель       | Номінація             |
| 1990                  | Сезар                 | Найкращий постер                |                       | Номінація             |
| 1990                  | Ромі Шнайдер          |                                 | Ванесса Параді        | Перемога              |

## Цікаві факти
- Дебют Ванесси Параді в кіно
- За еротичні сцени, що є у фільмі, Ванессу Параді ненавиділо все жіноче населення Франції.[1].